# Хенри Булвер
Хенри Булвер (1801 – 1872), је био британски либерални политичар, дипломата и писац; британски амбасадор у САД 1849 – 1852; посланик у Фиренци 1852 – 1854; дипломатски представник Британије приликом уједињења Влашке и Молдавије 1856 – 1858; британски амбасадор у Цариграду 1858 – 1865.